# 여우원숭이 공원
여우원숭이 공원은 마다가스카르 안타나나리보에서 남서쪽으로 22km 떨어진 곳에 있는 소형 식물 정원이자 여우원숭이 보호구역으로 면적은 5헥타르다. 2000년 로랑 아무릭(Laurent Amouric)과 막심 알로아주(Maxime Allorge)에 의해 세워졌다. 여우원숭이 94종 중 대부분이 공원 내에서 방생되고 있으며 여우원숭이 공원에는 마다가스카르 토착 생물이 70종 넘게 있다. 해당 공원은 일반인들에게 개방되어 있고 가이드 투어를 제공하며 기념품상점, 식당 같은 시설들이 있다. 방문객들은 안타나나리보 시내와 여우원숭이 공원을 오가는 셔틀 교통편을 이용할 수 있다.
여우원숭이 공원에 있는 여우원숭이 대부분은 애완동물로 길러지다가 데려오게 된 경우다. 여우원숭이들은 야생으로 돌아가기 위해 재활 및 양육된다.